# بينت ميدينغ
بينت ميدينغ (بالدنماركية: Bent Mejding) (14 يناير 1937 - نوفمبر 2024)، هو ممثل ومخرج مسرحي ومدير مسرحي دنماركي. فاز بجائزة الأكاديمية الدنماركية للسينما في عامي 1985 و2007. كان متزوجا من الممثلة سوس وولد.

## روابط خارجية
- بينت ميدينغ على موقع IMDb (الإنجليزية)
- بينت ميدينغ على موقع ألو سيني (الفرنسية)
- بينت ميدينغ على موقع ميوزك برينز (الإنجليزية)
- بينت ميدينغ على موقع أول موفي (الإنجليزية)
- بينت ميدينغ على موقع قاعدة بيانات الأفلام السويدية (السويدية)
- بينت ميدينغ على موقع ديسكوغز (الإنجليزية)
- بينت ميدينغ على موقع قاعدة بيانات الفيلم (الإنجليزية)
- بينت ميدينغ على موقع كينوبويسك (الروسية)